# Паметник на кан Котраг (Шемурша)
Паметникът на кан Котраг (на руски: Котраг на коне) в село Шемурша (на 143 км от Чебоксари, столицата на Република Чувашия от Руската федерация) е скулптурна композиция, издигната на 12 юни 2022 г.
Централната фигура е конна статуя. Това е първият паметник на кан Котраг, владетеля основател на Волжка България.
Официалното откриване на паметника „Котраг на кон“ е на 30 юли 2022 г. – Международния ден на приятелството, на границата на Шемуршински район (Чувашия) с Дрожжановски район (Татарстан).
Паметникът е издигнат в чест на хан Котраг, потомък на прабългарите като син на Кубрат, хан на Стара Велика България. След гибелта на баща му Котраг повежда прабългарски племена, отправя се на североизток и основава Волжска България на реките Волга и Кама.
Автор на скулптурата е скулпторът академик Николай Кондрашкин (р. 28.03.1949 г.), председател на Чувашката национална академия на науките и изкуствата. Негово дело са произведения в Татарстан, Чувашия и Уляновска област.

## Галерия
- Откриване, 12 юли 2022 г.
- Паметникът в близък план

## Вижте още
- Паметник на кан Котраг (Ширяево)